# Phalacrocera occidentalis
Phalacrocera occidentalis är en tvåvingeart som beskrevs av Alexander 1928. Phalacrocera occidentalis ingår i släktet Phalacrocera och familjen mellanharkrankar. Inga underarter finns listade i Catalogue of Life.